# روابط اسرائیل و یمن
اسرائیل و یمن روابط دیپلماتیک ندارند و روابط دو کشور بسیار متشنج است. افرادی که گذرنامه اسرائیلی یا هر گذرنامه ای با مهر اسرائیلی دارند نمی‌توانند وارد یمن شوند و در قوانین اسرائیل یمن به عنوان «کشور دشمن» تعریف شده‌است.

## تاریخ
یمن موقعیت ورودی استراتژیک در ورودی دریای سرخ و کنترل آن بر باب‌المندب، محل خروج اسرائیل از اقیانوس هند و خاور دور را اشغال می‌کند، که اهمیت آن را از نظر استراتژیست‌های اسرائیلی افزایش می‌دهد. یهودیان یمنی یکبار با فرهنگ متمایز از دیگر جوامع یهودی در جهان، یک اقلیت قابل توجه یهودی در یمن تشکیل می‌دادند. بیشتر آنها در اواسط قرن ۲۰ به اسرائیل مهاجرت کردند.
در فوریه سال ۱۹۴۸، یحیی حمیدالدین ترور شد و جانشین وی، امام احمد بن یحیی به قدرت رسید. امام جدید همه اعراب را به اتحاد علیه دولت صهیونیستی فراخواند. وی قول‌هایی را برای کمک به مصر در جنگ علیه اسرائیل داده بود، اما کمک‌های وی جزئی بود. امام نوپا پس از شنیدن شکست عربها و تأسیس کشور اسرائیل ترسید که دولت اسرائیل ممکن است مطالبه غرامت اموال باقیمانده از یهودیانی را که به اسرائیل مهاجرت کرده‌اند، کند، و به همین دلیل به سرعت به آنها اجازه داد کشور را در یک شرکت بزرگ مهاجرت شناخته کنند. به عنوان " عملیات فرش جادویی " که در آن نزدیک به ۵۰٬۰۰۰ یهودی با خیال راحت از یمن خارج شدند.
وقتی این کشور پس از خروج انگلیس در سال ۱۹۶۷ تقسیم شد، یمن شمالی و یمن جنوبی سیاستی را منطبق بر جهت‌گیری ابرقدرت آنها اتخاذ کردند؛ بنابراین، یمن جنوبی مارکسیست شروع به درگیری اعراب و اسرائیل از طریق اتحاد جماهیر شوروی کرد، و اسرائیل را ابزاری می‌دیدند که توسط سرمایه‌داری ایالات متحده دستکاری می‌شود، در حالی که جمهوری عربی یمن در شمال گرایش به کشورهای عادی عرب را دارد که خصومت آنها در مقایسه با دیگران آرام‌تر بود. این رویکرد عملی پس از ادغام دو کشور در ۲۲ مه ۱۹۹۰ بیشتر نمود پیدا کرد. نگرش یمن در طول جنگ خلیج فارس به وضوح محصول جانبی تفکر عمل گرایانه بود. در حالی که دولت تازه متحد یمن به ائتلاف غربی پیوست، از ارسال نیرو به کمک صدام حسین خودداری کرد و در عین حال خود را به عنوان یک میانجیگر و یک واسطه صادق در درگیری نشان داد. نگرش سانا نسبت به اسرائیل نیز گرایشهای مشابهی را نشان داد. پایان جنگ سرد و فروپاشی اتحاد جماهیر شوروی منجر به ارزیابی مجدد در صنعا شد، که منجر به بهبود روابط با ایالات متحده و کاهش خصومت با اسرائیل شد.

### جنگ داخلی یمن
در بهار ۱۹۵۸، به سختی یک ماه پس از تشکیل اتحادیه با سوریه، جمال عبدالناصر رئیس‌جمهور مصر اتحادیه جدیدی بین جمهوری متحد عربی و یمن ایجاد کرد. به عنوان حسن نیت و همبستگی با جمهوری متحد عربی، حزب بعث مجاز به ایجاد شعبه ای در صنعا شد. هم مصر و هم سوریه از نیروهای جمهوری در یمن حمایت می‌کردند و بدین ترتیب رژیم سلال را تشویق می‌کردند که موضعی مشابه منطقه ای در مورد اشغال فلسطین اتخاذ کند. سفر السلال به دمشق در اوایل تابستان ۱۹۶۳ در مطبوعات عربی به عنوان یک وحدت و احیای مجدد همه نیروهای مترقی، ضد امپریالیستی تبلیغ گسترده شد. در سال ۱۹۶۴ یمن در اجلاس قاهره به دوازده کشور عربی پیوست که هدف آنها برنامه تلافی جویی علیه اسرائیل برای انحراف رود اردن بود. در طول جنگ داخلی میان سلطنت طلبان و جمهوری خواهان در یمن، مصر از جمهوری خواهان حمایت می‌کرد در حالی که اسرائیل، ایران و عربستان سعودی با مطالب جنگی و آموزش از سلطنت طلبان حمایت می‌کردند.
به دنبال جنگ شش روزه، یمن به دلیل «حمایت کور واشینگتن از اسرائیل علیه آرمان عرب در فلسطین» روابط دیپلماتیک خود را با ایالات متحده قطع کرد و اسرائیل را به خاطر اشغال سرزمین فلسطین محکوم کرد تقسیم یمن به دو کشور در پی خروج انگلیس از نگرانی‌های اساسی اسرائیلی‌ها بود. یک مقام دولت یمن به آمریکایی‌ها اطمینان داد که «یمن شمالی در مذاکرات کنونی مصر و اسرائیل برای اجرای توافقات کمپ دیوید کاری برای تضعیف صلح آمریکا انجام نمی‌دهد.» در اوایل پاییز ۱۹۸۷، به دلیل اینکه تهدید از سوی ایران به اشغال اصلی جهان عرب تبدیل شد، توجه نسبتاً کمی به درگیری اعراب و اسرائیل مورد توجه قرار گرفت و یمن همانند همسایگان خود در جنوب نگران تهدید ایران بود.

### جنگ غزه
علی عبدالله صالح، رئیس‌جمهور یمن، حملات اسرائیل را به عنوان «تجاوز وحشیانه» محکوم کرد. ده‌ها هزار نفر راهپیمایی کردند، بسیاری از آنها بنرهایی را در محکومیت اسرائیل و آنچه «سکوت عرب» در برابر «نابودی مردم فلسطین توسط دشمن صهیونیستی» خوانده بودند، حمل کردند. پس از جنگ یمن ۴۲ تن کمک برای مردم غزه آماده کرده‌است. یمن همچنین آمادگی خود را برای پذیرش ۵۰۰ فلسطینی مجروح از نوار غزه و معالجه آنها در بیمارستان‌های یمن اعلام کرده‌است.
در ۱۹ نوامبر ۲۰۲۳ نیروهای مسلح یمن در پاسخ به حملات اسرائیل به مردم غزه یک کشتی تجاری به نام «گلکسی لیدر» با ۵۲ خدمه را در پهنه دریای سرخ توقیف کردند؛ این کشتی متعلق به «رامی اونگر» یک تاجر اسرائیلی است. همچنین یمنی ها جنوب اسرائیل از جمله بندر ایلات را با موشک های بالستیک مورد حمله قرار دادند.
به دنبال حملات اسراییل به غزه در سال ۲۰۲۵ یمن به حملات خود به اسرائیل ادامه داد و موشک‌هایی را پرتاب کرد که در محوطه فرودگاه بن گوریون، نزدیک تل‌آویو، اصابت کرد. این حمله میلیون‌ها غیرنظامی را به پناهگاه‌ها فرستاد.

### اتهامات جاسوسی
در اکتبر ۲۰۰۸، نیروهای امنیتی شش شبه نظامی اسلامگرا را که با اطلاعات اسرائیل مرتبط بودند دستگیر کردند. در مارس ۲۰۰۹، دادگاه امنیت دولتی عبدالله الحیدری ۲۷ ساله را پس از محکوم کردن وی برای برقراری ارتباط با دفتر ایهود اولمرت نخست‌وزیر سابق اسرائیل، به اعدام محکوم کرد. حبس سه ساله برای یک محکوم دیگر پرونده، عماد علی الرعیمی، ۲۴ ساله نیز توسط دادگاه تجدید نظر تأیید شد. دادگاه همچنین حکم محکوم سوم علی عبدالله المحفل ۲۵ ساله را از پنج سال به سه سال کاهش داد. سه مظنون باقیمانده به دلیل کمبود مدارک و شواهد، قبل از محاکمه آزاد شدند.

## پیوندهای فرهنگی
زمانی که خواننده اسرائیلی، عوفرا حازا قصد داشت از یمن، کشور اصلی خود دیدار کند، دولت یمن تصویب آن را تأیید کرد. عضو سازمان خلق اتحادیه ناصری، الاراوی، از این تصمیم انتقاد کرد: «این دیدار ثابت می‌کند که ائتلاف حاکم راهپیمایی را به سمت عادی سازی روابط فرهنگی و اقتصادی با اسرائیل آغاز کرده‌است.» این گزارش اضافه کرد که تصویب سفر خواننده «یک بالون پرنده است که هدف آن ارزیابی واکنش ملت و طرفین قبل از برداشتن اقدامات اضافی برای عادی سازی روابط است.» عضو حزب بعث سوسیالیست عرب، الثوری، ادعا کرد که تلاش برای بهبود روابط با اسرائیل بخشی از یک طرح بزرگ یمن برای دوستانه شدن با ایالات متحده بود.
در سال ۲۰۱۰، یمن تیم شطرنج این کشور و اعضای هیئت حاکمه را پس از اینکه بازیکنانش در تورنمنت در بلاروس به مصاف اسرائیل رفتند، اخراج کرد. وزیر ورزش یمن، حمود محمد اوباد، پس از نادیده گرفتن بازیکنان از دستورالعمل‌های بیرون کشیدن در صورت تساوی مقابل اسرائیل، دستور اخراج را صادر کرد. اوباد گفت که «این یک اقدام فردی مغایر با سیاست یمن بود که از هرگونه عادی سازی با اسرائیل امتناع می‌ورزد».